# Cele trei regate ale Coreei
Cele Trei Regate ale Coreei se referă la regatele Goguryeo, Baekje și Silla, ce ocupau peninsula coreeană și Manciuria între Secolul I î.Hr. și Secolul VII î.Hr. Alte regate și state mai mici existau înainte periodei celor trei regate. Aceste state includ Gaya, Dongye, Okjeo, Buyeo, Usan, Tamna, ș.a.m.d.
Perioada celor Trei Regate a început tradițional din anul 57 î.Hr., când regatul Saro (mai târziu Silla) în sud-estul peninsulei a obținut autonomie de la Dinastia Han a Chinei. Goguryeo în nordul peninsulei și-a obținut independență în 37 î.Hr., iar în 18 î.Hr., doi prinți din Goguryeo au fugit din stat și au fondat regatul Baekje, în sudul peninsulei (unde este Seul astăzi). Capitala regatului Baekje era Ungjin (unde este astăzi situat orașul Chionju). Regatul Gaya s-a separat de la Baekje în Secolul I î.Hr.